# 晏鸿亮
晏鸿亮（1927年—）是中华人民共和国的一名外交官，湖北随县（今随州）人。
晏鸿亮于1948年进入江汉军区江汉公学学习，两年后加入中国共产党。1958年从外交学院毕业后，历任外交部新闻司副处长、驻赞比亚大使馆二等秘书。归国后担任外交部新闻司处长、副司长，后赴任驻葡萄牙、特立尼达和多巴哥大使馆参赞。1983年接替李超任驻苏里南大使。